# Federico Ernesto de Lippe-Alverdissen
Federico Ernesto de Schaumburg-Lippe-Alverdissen (Alverdissen, 1694 - Bruchhof, 1749) fue conde de Lippe-Alverdissen.

## Biografía
Nacido en Alverdissen Federico Ernesto era el hijo del conde Felipe Ernesto I de Lippe-Alverdissen (1659-1723) y su esposa, Dorotea Amelia duquesa de Schleswig-Holstein-Sonderburg-Beck (1656-1739).
Sucedió a su padre como conde de Lippe-Alverdissen en 1723 y gobernó el condado hasta su muerte en 1749, cuando fue reemplazado por su único hijo, Felipe II de Schaumburg-Lippe.

## Matrimonio
Federico Ernesto se casó con Isabel Filipina de Friesenhausen (n. 1696), con la que tuvo un hijo: 
- Felipe II de Schaumburg-Lippe (1723-1787), Conde de Lippe-Alverdissen y Schaumburg-Lippe.